# História da Revolução (1910)
Historia da Revolução tem como subtítulo a expressão "fielmente contada: 5 d'outubro 1910" remete para os verdadeiros acontecimentos da Implantação da 1ª República. Conta com 16 páginas produzidas na tipografia Eduardo Roza.